# Alimentazione nell'antica Roma

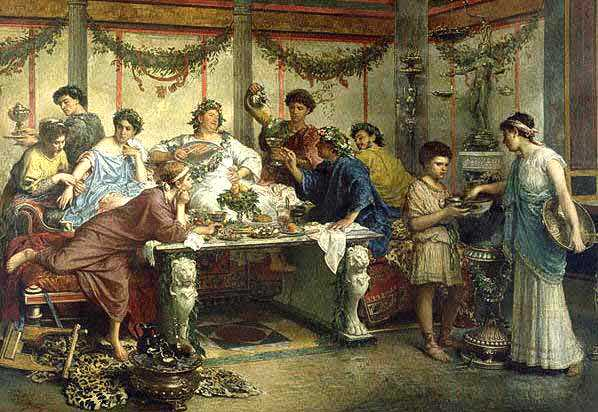
Un esempio di pasto in epoca romana da un dipinto di Roberto Bompiani, conservato al Getty Museum.

L'alimentazione nell'antica Roma era basata su quei cibi resi necessari per la salute del corpo che all'inizio della storia romana si caratterizzavano per la loro semplicità e immediata disponibilità. In seguito, entrando i Romani in contatto, commercialmente e militarmente, con culture più evolute, divennero sempre più raffinati nella ricerca dei sapori.

## La frugalità antica
Seneca, nel criticare la sregolatezza dei costumi dei suoi contemporanei, attribuiva la crisi delle antiche doti morali alla perdita dell'antica frugalità, a quella parsimonia veterum che in effetti si riscontra nelle abitudini alimentari primitive, quando i Latini si nutrivano di polente (puls) in parte sostituite nel II secolo a.C. dal pane..
Nei tempi arcaici il piatto nazionale romano erano le crocchette rapprese di polenta di miglio cotta nel latte (puls fitilla), poi la vera e propria polenta (era chiamata così in latino la farinata di orzo) e infine, arrivati a una certa agiatezza, soprattutto di puls farrata o farratum, una più saporita e nutriente (molto più ricca di proteine) polenta di farro (Triticum monococcum o farro piccolo, e T. dicoccum o farro medio) cotta in acqua e sale, con i più diversi contorni di legumi, verdure, mandorle, pesciolini salati (gerres o maenae), frutta, formaggi e, raramente, di carne.
La sobrietà alimentare caratteristica della virtus romana era negli stessi inizi leggendari di Roma quando sulle navi di Enea, secondo il racconto di Virgilio, durante una travagliata navigazione durata sette anni, i marinai troiani poterono nutrirsi quasi esclusivamente della polenta di farro accompagnata dai pesci pescati durante il viaggio e dalla poca carne acquistata nei porti.
Un'alimentazione quella antica fatta soprattutto di vegetali, com'era nell'uso dei vicini etruschi da cui nei periodi di carestia provenivano a Roma lungo il Tevere i rifornimenti di grano («ex Tuscis frumentum Tiberi uenit») che permisero dal II secolo a.C. la produzione del pane di cui esistevano tre qualità: quello candidus, fatto di farina bianca finissima, secundarius sempre bianco ma con farina miscelata ed infine quello plebeius o rusticus, una specie di pane integrale.
Dagli stessi etruschi più ricchi ai quali «le possibilità economiche e le necessità del decoro gentilizio lo consentivano» giunse a Roma l'abitudine di nutrirsi di un cibo più variato e ricco di proteine costituito sia da selvaggina che da animali di allevamento.
Quando poi Roma entrò in contatto in età ellenistica con i Greci della Magna Grecia, da loro imparò ad apprezzare i frutti dell'olivo e della vite che aveva usato fino a quel momento soprattutto per i riti religiosi.
A partire dall'età di Augusto, con la conquista dell'Oriente e gli intensi rapporti commerciali con l'Asia arrivò a Roma «tutto quanto la terra produce di bello e di buono» e l'alimentazione romana si raffinò: al cibo inteso come puro sostentamento cominciò in epoca imperiale a sostituirsi, anche con l'uso delle spezie e dei profumi, il gusto e la cultura del cibo, passando dalla pura alimentazione ai sapori.

## I pasti della giornata
I romani dividevano normalmente la loro alimentazione in tre pasti quotidiani che agli inizi erano chiamati ientaculum, cena, vesperna e quando quest'ultima sparì, fu sostituita dal prandium. Raramente i romani dedicavano molta attenzione ai primi due pasti che non erano mai molto nutrienti e il più delle volte abolivano uno dei primi due.
Alcuni anziani seguivano l'ordine dei tre pasti perché così avevano loro consigliato i medici come a Plinio il Vecchio, sempre molto frugale, e a Galeno, che consumava lo ientaculum verso l'ora quarta. I soldati si accontentavano di un prandium verso mezzogiorno. Marziale ci descrive il suo ientaculum costituito da pane e formaggio, mentre il prandium consisteva in carne fredda, verdura, frutta e un bicchiere di vino miscelato con acqua.
Ancora più limitato lo ientaculum di Plinio il Vecchio (cibum levem et facilem) a cui seguiva una merenda per prandium (deinde gustabat) il tutto senza apparecchiare (sine mensa) e senza doversi lavare le mani (post quod non sunt lavandae manus).

### Ilgarum
Per la maggioranza dei Romani la colazione consumata prima di recarsi al lavoro era semplicissima: un bicchiere d'acqua o qualcosa rimasto dalla cena della sera prima. Per quanto invece riguarda il prandium, i poveri e la plebe certo non tornavano in casa per desinare, ma il più delle volte mangiavano nelle tabernae dove si consumava pane con companatici semplici come uova sode, formaggio, legumi e si beveva vino mescolato con acqua calda d'inverno o fredda d'estate. Si usava insaporire i cibi con il garum, la cui ricetta ci è stata tramandata da Gargilio Marziale: una salsa liquida a base di pesci sotto sale, specialmente teste di acciughe sotto sale ed erbe aromatiche - simile all'attuale Colatura di alici di Cetara e alle salse orientali di pesce, come il nuoc-mam - che i ricchi versavano a gocce come condimento su svariate pietanze. Del garum esistevano numerose varianti, a seconda dei pesci o delle interiora usate, o del periodo di maturazione. Unendovi aceto, pepe e altre spezie si otteneva l'oxygarum anche questo reperibile in una salsa ancor oggi in commercio. La parte solida che restava dalla macerazione dopo averne estratto per pressione il liquido residuo (garum oppure liquamen, quest'ultimo probabilmente più diluito e forse dolcificato) era l'allec, che doveva somigliare per sapore alla nostra pasta d'acciughe, ma più aromatica. Era una raffinatezza adatta agli antipasti, e nella sua versione economica (ottenuta da garum di interiora) una ghiottoneria alla portata del popolo: servitori, soldati e contadini usavano spalmarla sul pane per insaporirlo, visto che ne consumavano grandi quantità, anche un chilo al giorno.

## La cena

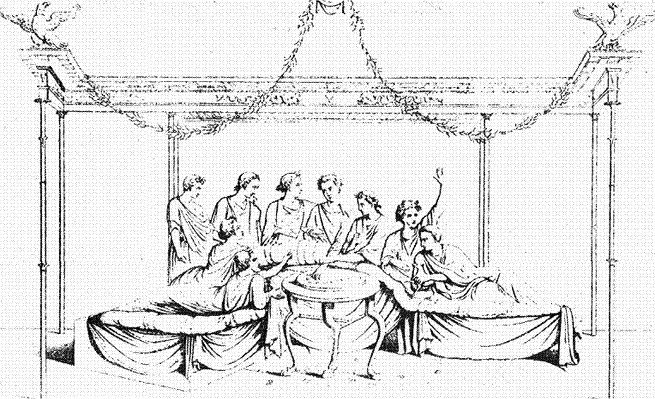
Nel triclinium il posto d'onore è quello al centro (lectus medius) e il posto migliore il primo a destra (locus consularis). Seguiva il letto a sinistra del primo (lectus summus) e a destra (lectus imus.)

Per tutti il pasto principale era quindi la cena, che molti immaginano, secondo una diffusa leggenda di stampo classico e classista, come uno sfarzoso banchetto ma che in realtà, salvo quelli che potremo considerare come ricevimenti particolari, cioè casi molto rari, era per i più altrettanto frugale dei primi due pasti. In sostanza, la stragrande maggioranza dei Romani mangiava normalmente seduta su panche (raramente su sedie) e attorno ad un tavolo, come noi.
Infatti, Roma e tutta la società dell'epoca erano composte di un larghissimo strato popolare fatto da persone povere o poverissime, che vivevano in strette stanzette per lo più in affitto, prive di cucina, nelle scomode e pericolose insulae, case alte fino a otto piani. Essendo l'unica affollatissima culina (cucina) del palazzo sistemata nell'atrio comune, una sorta di cortile, molti erano ridotti a cucinare alla meglio sui bracieri, e altri ancora acquistavano addirittura l'acqua bollente nei thermopolia (i "bar" dell'epoca) alla base delle insulae. Questa gente mai avrebbe potuto permettersi triclini (che fanno più parte dell'arredamento di una domus, una grande casa con ampie stanze e servitori) e pietanze raffinate, se non - durante l'Impero e mettendo da parte risparmi - per il pranzo di nozze nei triclini d'affitto messi a disposizione dalle tabernae (le osterie).
Lo storico Jérôme Carcopino ha calcolato che su un milione di abitanti della Roma di Augusto (II sec.) appena 1780 erano le domus, cioè le case patrizie, ovvero le abitazioni monofamiliari, ricche, capaci di triclinio e servitori. Una proiezione induttiva porta a ritenere che appena lo 0,2 per cento, ossia 2000 persone su un milione, in pratica il ristrettissimo ceto dominante, l'aristocrazia, i ricchi e gli intellettuali, spesso invitati, potessero cenare adagiati sul triclinio (N. Valerio, cit., pag. 144).
L'ora in cui iniziava la cena era per la maggioranza dei Romani la stessa, quella che seguiva il bagno alle terme: l'ottava in inverno e dopo la nona in estate. Questo ad esempio è l'orario per la famiglia di Plinio il Giovane e quello che Marziale dà al suo amico Giulio Ceriale per cenare assieme nella sua casa.
La cena di solito terminava prima che fosse notte fonda, fatta eccezione per i grandi banchetti: quelli di Nerone, ad esempio, si prolungavano da mezzogiorno sino a mezzanotte, il festino di Trimalcione non finiva prima dell'alba, e i gaudenti, indicati alla pubblica riprovazione da Giovenale, s'ingozzavano sino «al sorger di Lucifero nell'ora che i duci movean le schiere in campo».
I fastosi banchetti erano una forma di ostentazione della ricchezza delle classi agiate che tramite le cene conseguivano notorietà: «Non è sufficiente, per te, Tucca, essere goloso: vuoi che così si dica di te, e così apparire...».
Di solito si curava particolarmente l'allestimento del banchetto attraverso effetti scenografici, ad esempio con fiori e giochi d'acqua che esaltassero la magnificenza dei cibi offerti agli invitati. Per una cena offerta da Nerone, racconta Svetonio, vennero spesi per la sola decorazione floreale oltre quattro milioni di sesterzi.

## Iltriclinium

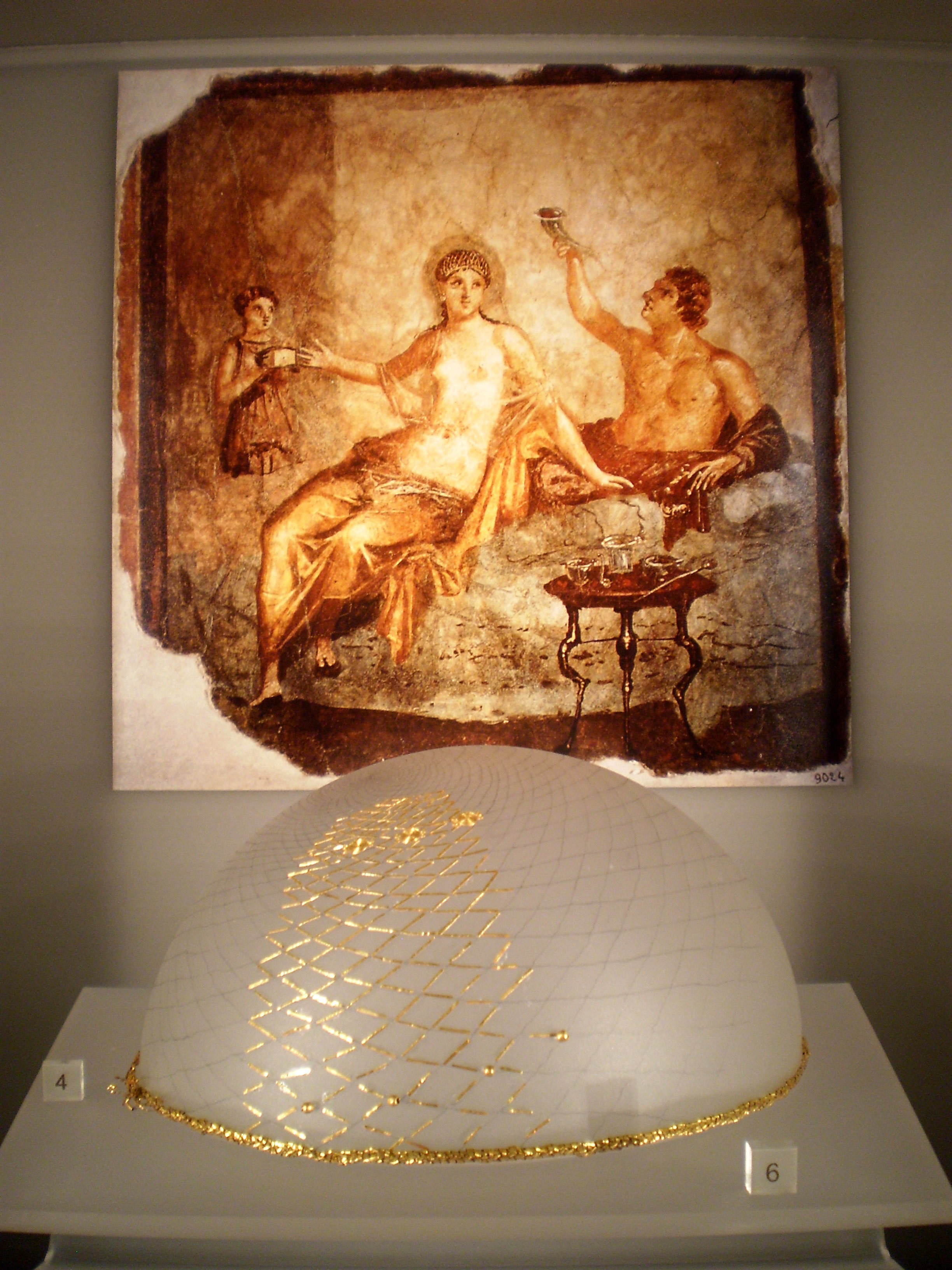
Triclinio in un affresco di Ercolano

Alla cena, nella casa dei più ricchi era riservata una stanza particolare: il triclinium, di solito lunga il doppio della sua larghezza, che prendeva il nome dai letti a tre posti (triclinia) dove si stendevano i commensali. Nei tempi passati le donne erano destinate a sedere ai piedi del marito ma in età imperiale le matrone romane hanno acquisito il diritto al triclinio mentre ai ragazzi erano destinati degli sgabelli di fronte al letto dei genitori. Gli schiavi solo nei giorni di festa potevano essere autorizzati dal padrone all'uso del triclinio che quindi era collegato non solo alla comodità, piuttosto relativa per le nostre abitudini, ma che soprattutto veniva considerato un segno di benessere e distinzione sociale.
Ma eccetto che i pochissimi ricchi, potenti o intellettuali, cioè circa lo 0,2 per cento della popolazione romana del primo impero, come calcolato da Jérôme Carcopino, tutti gli altri, cioè il 99,8 per cento, mangiavano come noi attorno ad un tavolo, anzi seduti su scomode panche senza spalliera. L'aneddoto secondo cui l'austero Catone l'Uticense, per il dolore provato dalla sconfitta dell'esercito del senato a Farsalo, giurò di mangiare seduto sino a quando non fosse finita la tirannide di Cesare prova solo che Catone l'Uticense per quanto austero era un membro famoso e potente della ristrettissima minoranza sociale ed economica che governava Roma, per la quale il triclinio era ovviamente un segno di distinzione acquisito.
L'assegnazione dei posti nei letti era prevista da una rigorosa etichetta che prevedeva che il personaggio più illustre sedesse nel lectus medius, al posto consularis, il più importante, accanto all'invitato meno ragguardevole che trovava posto nel lectus imus. Di solito i letti erano tre con al centro una tavola quadrata o circolare: i commensali sedevano di sghembo con il gomito sinistro appoggiato su cuscini e i piedi, senza scarpe e lavati, nella parte più bassa del triclinium.
Un maggiordomo annunciava gli invitati mano a mano che arrivavano alla cena e assegnava loro il posto stabilito. I servitori disponevano le varie portate sulla tavola ricoperta da una tovaglia: uso questo iniziato dall'età di Domiziano in poi, precedentemente si lavava di volta in volta la superficie in marmo o legno della tavola.
Gli invitati avevano a disposizione coltelli, stuzzicadenti dal doppio uso con un piccolo cucchiaino a forma di manina ad una estremità che veniva usato per pulirsi le orecchie, e cucchiai di varia forma. Niente forchette, che non erano conosciute, per cui era necessario lavarsi frequentemente le mani tra una portata e l'altra: compito assolto da servi che versavano acqua profumata da anfore e fornivano un tovagliolo per asciugarsi le mani. Tovagliolo che avevano anche i commensali che per lo più se lo portavano via al termine della cena con le pietanze che erano avanzate (apophoreta).

## I cibi e il vino
Il banchetto prevedeva almeno sette portate (fercula)
Svetonio, nel descrivere i pasti dell'imperatore, Ottaviano Augusto, sostiene che fossero modesti:
(Svetonio, Augustus, 74.)
Si cominciava con gli antipasti (gustatio) poi tre primi piatti, due arrosti e il dolce (secundae mensae).
In questi grandi ricevimenti quello che importava non era soltanto l'abbondanza e la qualità dei cibi offerti ma anche la loro presentazione scenografica necessaria per stupire i commensali ma che comportava una mescolanza di cibi spesso incompatibili tra loro e dannosi per la salute. Tipico caso è l'episodio di Trimalcione che durante il banchetto, si scusa con gli invitati perché è costretto ad assentarsi per fastidiosi disturbi di stomaco che il medico non è riuscito ancora a guarire. L'eccessiva elaborazione dei piatti portava conseguenze dannose per la salute dei più ricchi spesso malati di obesità, gotta e calcolosi. Anche Orazio osserva come «a che punto la varietà dei cibi sia nociva per l'uomo puoi capirlo se ripensi a come hai facilmente digerito quella pietanza semplice che hai mangiato un giorno, mentre invece non appena gli avrai mescolato il bollito e l'arrosto, i molluschi e i tordi… si genererà lo scompiglio nel tuo stomaco».

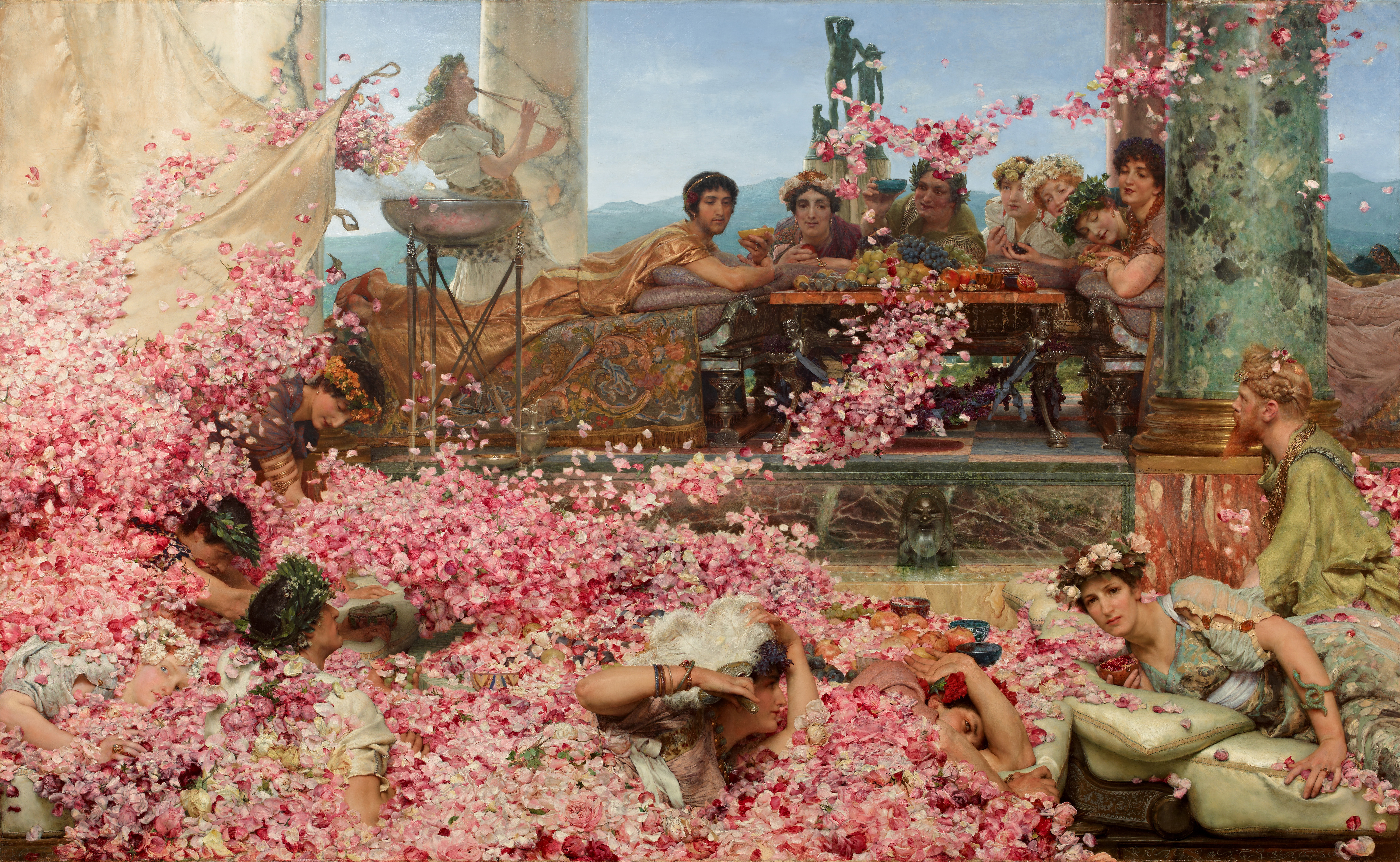
Le rose di Eliogabalo di Lawrence Alma-Tadema (1888), olio su tela.

E se da un lato Augusto risultò sobrio nell'utilizzo di cibi e vino, con gusti quasi volgari, preferendo il pane comune, i pesciolini, il formaggio di vacca pressato a mano, i fichi freschi (della specie che matura due volte all'anno), vi erano altri imperatori che fecero della ricercatezza ed originalità a tavola una loro caratteristica. È il caso di Gallieno, il quale, secondo la Historia Augusta
(Historia Augusta - Due Gallieni, 16.2-5.)
(Historia Augusta - Due Gallieni, 17.5-7.)
Il vino bevuto dai romani nei tempi antichi doveva consistere in una specie di mosto fermentato ma già alla fine della Repubblica si cominciò a mescolare diverse qualità di uve migliorandolo nel sapore. È soprattutto nel periodo imperiale che si comincia ad importare vini dalla Grecia che si mantenevano più a lungo perché miscelati con acqua di mare, argilla o sale che però secondo Plinio il Vecchio sono in questo modo nocivi per la salute dello stomaco e della vescica. Lo stesso Plinio raccomanda di non eccedere nel bere vino che porta all'ubriachezza quando «l'alito sa di botte … e la memoria è come morta...mentre coloro che bevono pensano di prendere in pugno la vita, ogni giorno, come tutti, perdono il giorno precedente, ma ancor più quello successivo»
L'usanza di bere vino miscelato con acqua derivava direttamente dai greci come testimoniano frammenti di Ateneo, Anacreonte (VI secolo a.C.) ed in Filocoro (IV secolo a.C.). L'uso si ritrova ancora nella prima metà del secolo IV dopo Cristo nella raffigurazione di un banchetto nelle catacombe romane dei SS. Marcellino e Pietro ove, oltre al vasellame e alle anfore, compare anche uno scaldabevande.
Il vino, mescolato a resine e pece, era conservato in anfore chiuse con tappi di sughero o di argilla munite di una targhetta che ne indicava l'annata e la denominazione. Pochi erano quelli che potevano bere il vino puro e venivano considerati come sregolati ubriaconi mentre normalmente il vino veniva servito filtrato con un colino e mescolato con acqua in una grande coppa, il cratere, da cui poi ognuno si serviva.
Un banchetto degno del suo nome non poteva non essere accompagnato da intermezzi in cui si esibivano in danze scollacciate, per cui erano celebri, le donne di Gades che ballando a suon di nacchere lasciavano poco all'immaginazione degli invitati che nel frattempo favorivano la digestione lasciandosi andare, poiché non bisogna contrastare la natura, a rutti e, ottemperando al ridicolo decreto dell'imperatore Claudio, all'emissione di gas di altra specie. Si arrivava addirittura a servirsi durante il banchetto di appositi vasi per bisogni più consistenti.

## Lacommissatio
Nei grandi banchetti, quando ormai gli invitati sono pieni di cibo, vi è poi una seconda parte secondo la tradizione della commissatio. Già durante la cena si era bevuto abbondantemente vino con miele e successivamente vino miscelato con acqua.
La cerimonia che poneva fine al banchetto, prevedeva che si bevessero d'un fiato una serie di coppe così come prescriveva chi presiedeva la commissatio. I convitati disposti in cerchio a partire dal più importante bevevano passandosi la coppa e brindando, oppure veniva scelto un invitato a cui tutti bevendo brindavano con tante coppe quante erano le lettere che componevano i suoi tria nomina di cittadino romano.
Non tutti però ricevevano questo sontuoso trattamento com'è descritto nella cena di Trimalcione. Era usanza piuttosto diffusa che il padrone di casa per darsi importanza invitasse un gran numero di convitati ma che riservasse a sé e a scelti commensali il cibo e i vini migliori mentre agli altri somministrava un vino di pessima qualità, pane raffermo, cavoli lessati, gli avanzi di una gallina coriacea e per frutta una mela mezza marcia «come quelle che rosicchiano le scimmie ammaestrate che fanno gli esercizi sulle mura».

## Il grande scialacquatore: Marco Gavio Apicio

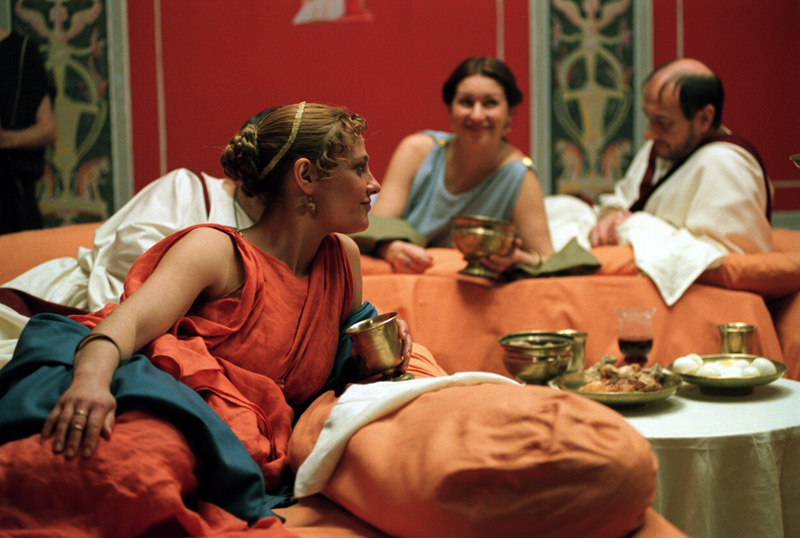
Ricostruzione moderna di una cena nell'antica Roma

Nell'età che seguì alla morigeratezza augustea, quando i romani vollero gustare i piaceri della vita che offrivano loro le grandi risorse dell'Impero, divenne noto un eccezionale buongustaio Marco Gavio Apicio menzionato sia da Seneca che da Plinio. Su questo personaggio si andò accumulando un'esuberante aneddotica. Si vuole, ad esempio, che nutrisse le murene con la carne degli schiavi, e che si sia suicidato dopo aver dilapidato in banchetti un immenso patrimonio. In base a testimonianze indirette, comunque, si può affermare con certezza che Marco Gavio nacque intorno al 25 a.C. e morì verso la fine del regno di Tiberio.
Apicio nelle sue fastose cene offriva ai suoi ospiti cibi elaborati, come pappagallo arrosto, utero di scrofa ripieno o ghiri farciti, di cui egli stesso indicava le ricette che intorno al 230 d.C. un cuoco di nome Celio compilò in una raccolta in dieci libri, il De re coquinaria (L'arte culinaria), attribuendola ad Apicio. Si tratta di appunti frettolosi e disordinati che costituiscono, tuttavia, la principale fonte superstite sulla cucina nell'antica Roma.
A questo stravagante personaggio che Plinio il Vecchio definisce «il più grande tra tutti gli scialacquatori» si dovrebbe l'invenzione di qualcosa di simile al foie gras che egli otteneva ingozzando le oche di fichi in modo da far loro ingrossare il fegato da cui il termine ficatum che passò poi a designare il fegato.
Una ricetta particolare di Apicio era quella di cuocere diverse volte i cibi: ad esempio la carne aveva una prima cottura in acqua, poi nel latte, nell'olio e infine in una salsa speziata. Lo scopo, oltre quello di insaporire le vivande era quello di seguire le indicazioni di Galeno secondo il quale «i cibi ben cucinati stimolano l'appetito e risparmiano molto lavoro allo stomaco» anche se le cotture prolungate e diverse, noi sappiamo, fanno perdere molti degli elementi nutritivi.
Apicio venne aspramente criticato da Seneca che lo addita come «un cattivo esempio» per la gioventù e da Marziale che ne parla dicendo: «avevi profuso, Apicio, per la tua golosità sessanta milioni di sesterzi e ti rimaneva ancora un bel margine di dieci milioni. Ma tu hai rifiutato di sopportare quella che per te era fame e sete e hai bevuto, come ultima bevanda, il veleno: non avevi mai agito, Apicio, più golosamente.»

## Nel banchetto: vita e morte
La presenza di tanti cibi che esaltavano i piaceri della vita, ma anche del vino dai cui eccessi spesso deriva una tristezza etilica, portava con sé anche una riflessione sulla fine della vita e della morte incombente che costituiva spesso un tema rappresentato nei mosaici dei triclini nella forma di scheletri che portano anfore come quelli effigiati nel vasellame d'argento ritrovato a Boscoreale, in particolare su due coppe dove sono raffigurati scheletri di scrittori e filosofi greci contornate da scritte che proclamano sentenze come «Godi, finché sei in vita, il domani è incerto», «La vita è un teatro», «Il piacere è il bene supremo».
Si spiega così come anche Trimalcione, al termine della sua memorabile cena si presenti ai suoi invitati con uno scheletro d'argento, mentre legge agli ospiti stralunati, in una sorta di cerimonia funebre, tra i pianti dei servi, il suo testamento.

## La sobrietà della piccola borghesia e della plebe
Si sbaglierebbe a pensare che gli eccessi descritti a proposito dei banchetti imbanditi dai crapuloni come Trimalcione dove 
 caratterizzassero le cene di tutti i romani di elevata condizione. Non era così per gli intellettuali come Marziale, Giovenale e lo stesso Plinio il Giovane, che prepara per la cena dei suoi ospiti una lattuga, tre lumache, due uova per ciascun invitato, olive, cipolle, zucche, un pasticcio di farro e vino miscelato con miele raffreddato nella neve. La stessa sobrietà caratterizza i conviti dei plebei che ad esempio nello statuto del collegio funerario, istituito a Lanuvio nel 133 d.C. per sopperire in comune alle spese dei funerali dei loro membri, stabiliscono che nelle previste sei cene sociali annuali si imbandirà un pane di due assi, quattro sardine e un'anfora di vino caldo e prevedono multe per chi non sarà educato a tavola ingiuriando un collega o facendo chiasso.
Una bevanda in uso nell'antica Roma per la sua economicità diffusa presso il popolo ed i legionari era la posca. La si ricavava miscelando acqua e aceto di vino, ottenendo così una bevanda dissetante, leggermente acida, e dalle proprietà disinfettanti. Potevano essere aggiunte spezie e miele per migliorarne il sapore.

## La frugalità cristiana
Fin dal primo secolo i cristiani di Roma avevano trasformato le cenae in agape dove assumevano «lodando Dio, il loro cibo con gioia e semplicità di cuore». Scriveva Tertulliano nel II secolo: «non ci si sdraia per mangiare che dopo una preghiera a Dio. Si mangia secondo la propria fame, si beve come conviene a gente pudica, ci si sazia come gente che non dimentica che anche la notte bisogna adorare Dio. Si discorre come chi sa che Dio ascolta».
Con il riconoscimento del Cristianesimo nel 313 come religione tollerata si diffonde l'uso di onorare con banchetti funebri (refrigeria) il genetliaco dei martiri: si imbandisce quindi un frugale pasto in comune o si fanno libagioni che durano tutto il giorno in un clima festoso che venne comunque condannato per l'«abundantia epularum et ebrietate».
L'ammonimento di Sant'Ambrogio: «chi indulge in cibi e bevande non crede nell'aldilà» è ormai il segno di una politica moralizzatrice delle autorità religiose tendenti a eliminare ogni eccesso della carnalità anche per quanto riguarda l'alimentazione.

## Galleria d'immagini

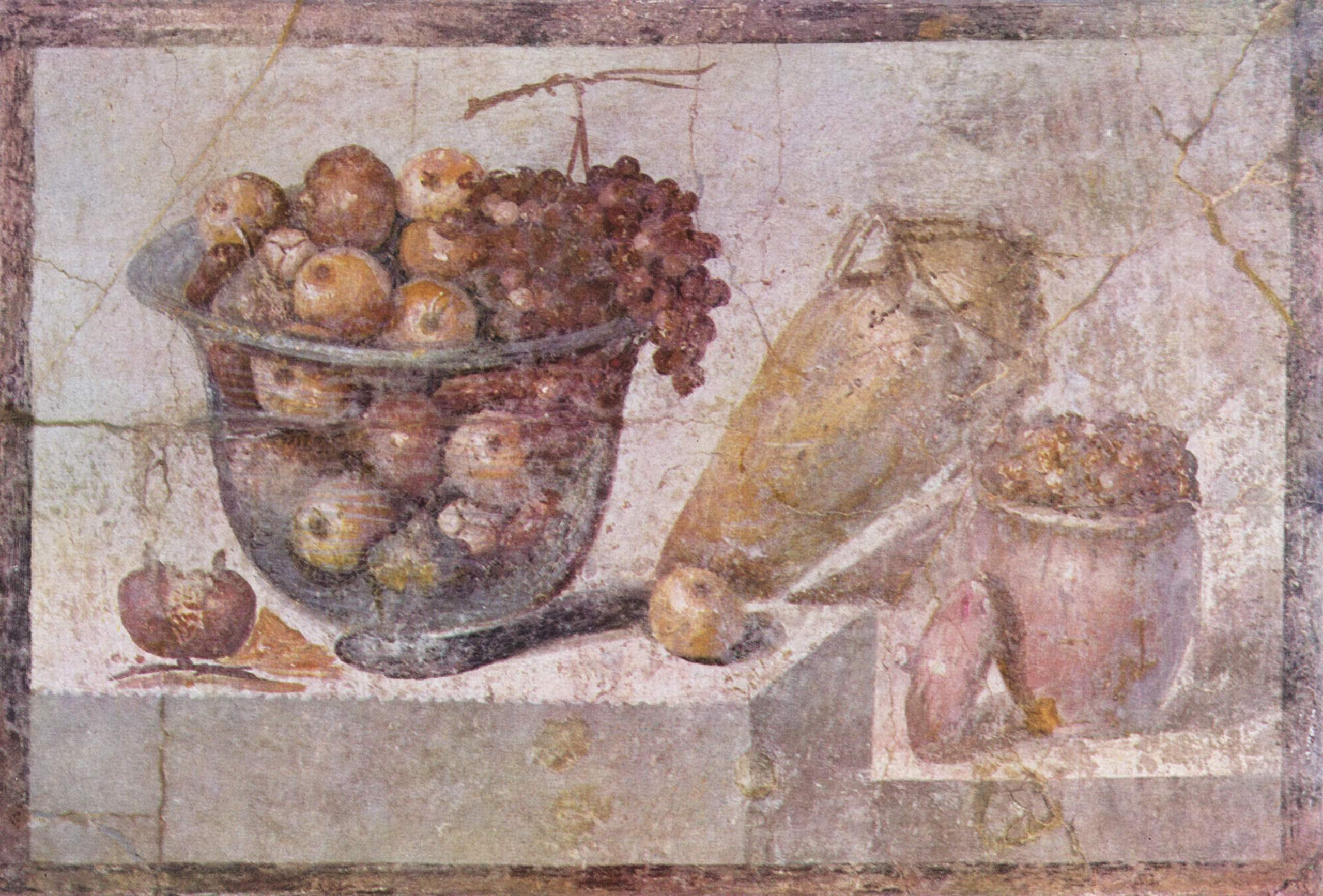
Un affresco di Pompei con frutta, che può suggerirci alcuni dei gusti a tavola degli antichi romani.
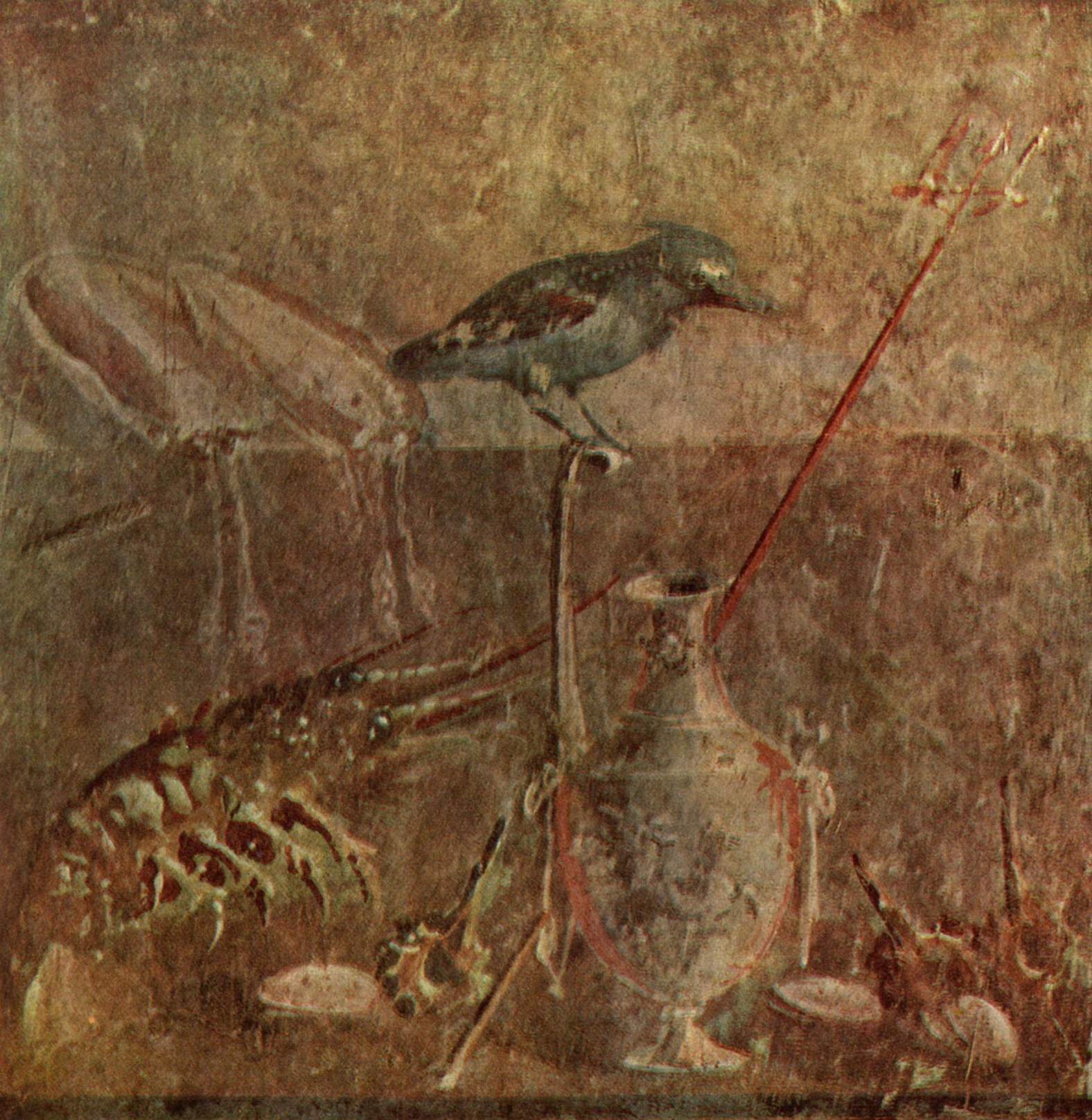
Un affresco di Pompei con un'aragosta e diversi molluschi, già ingredienti della cucina romana. Provenienza: Museo archeologico di Napoli.
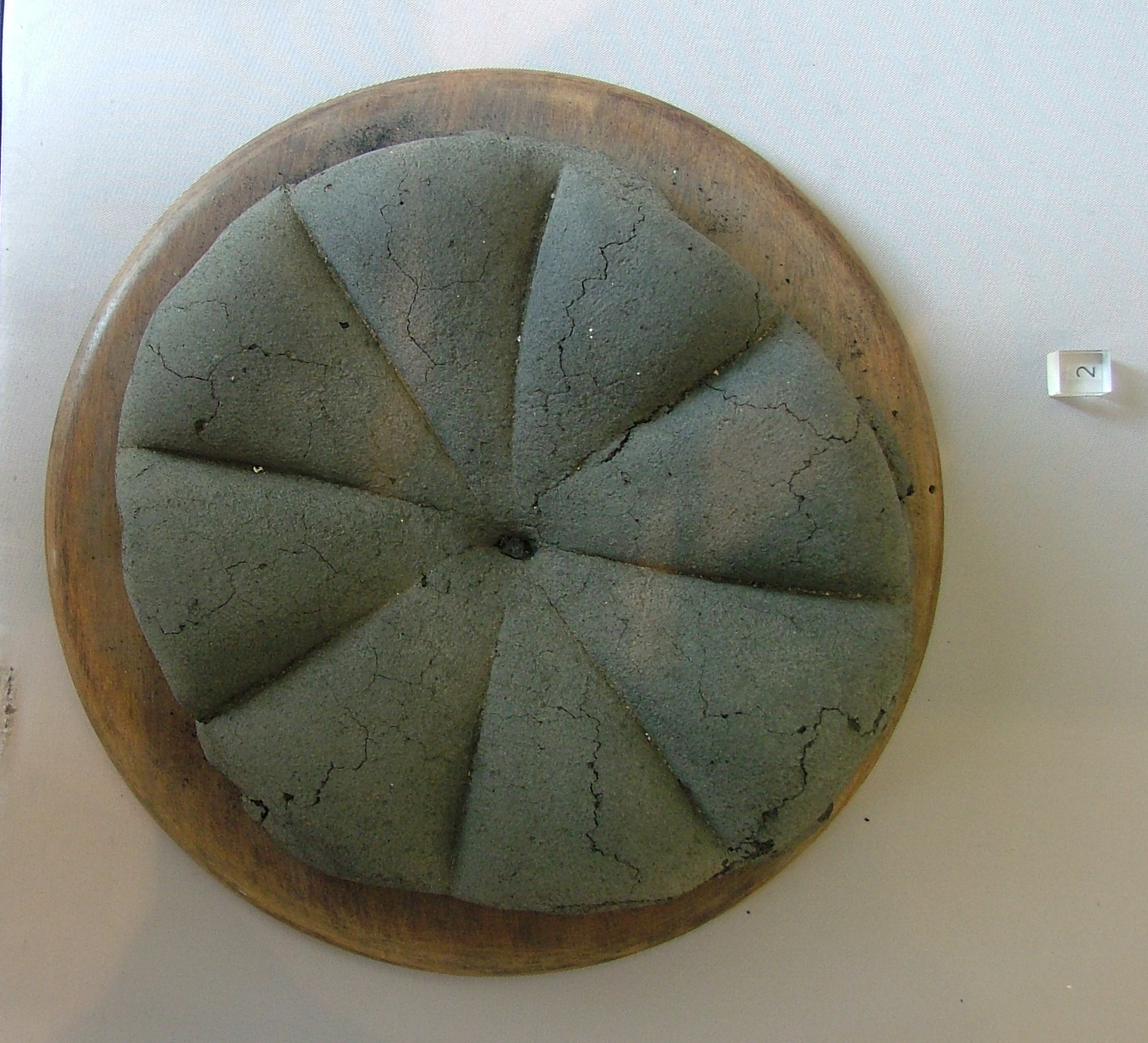
Pagnotta carbonizzata ritrovata a Pompei. Provenienza: Museo archeologico di Napoli.
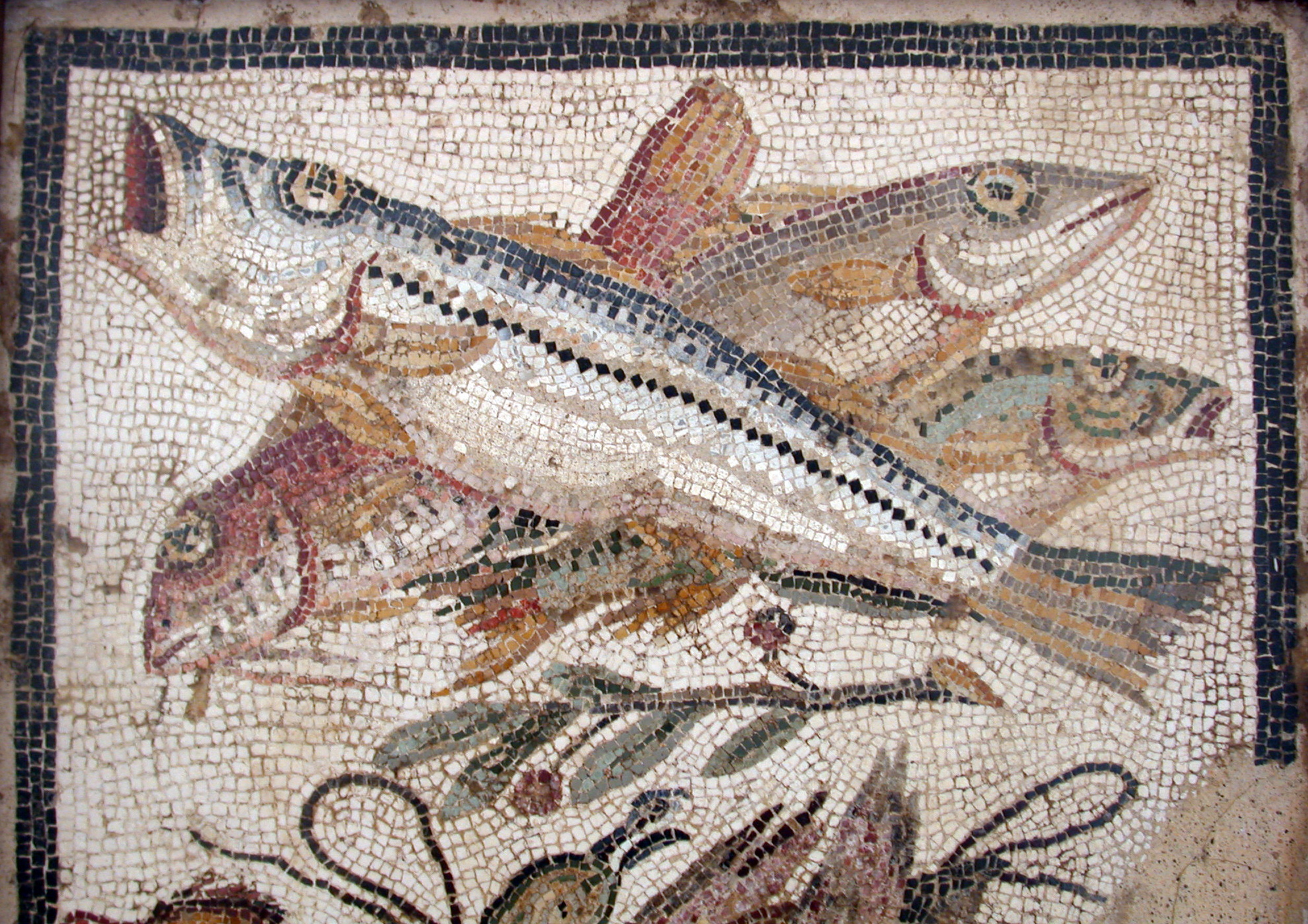
Natura morta con pesci in un mosaico di Pompei. Provenienza: Museo archeologico di Napoli.
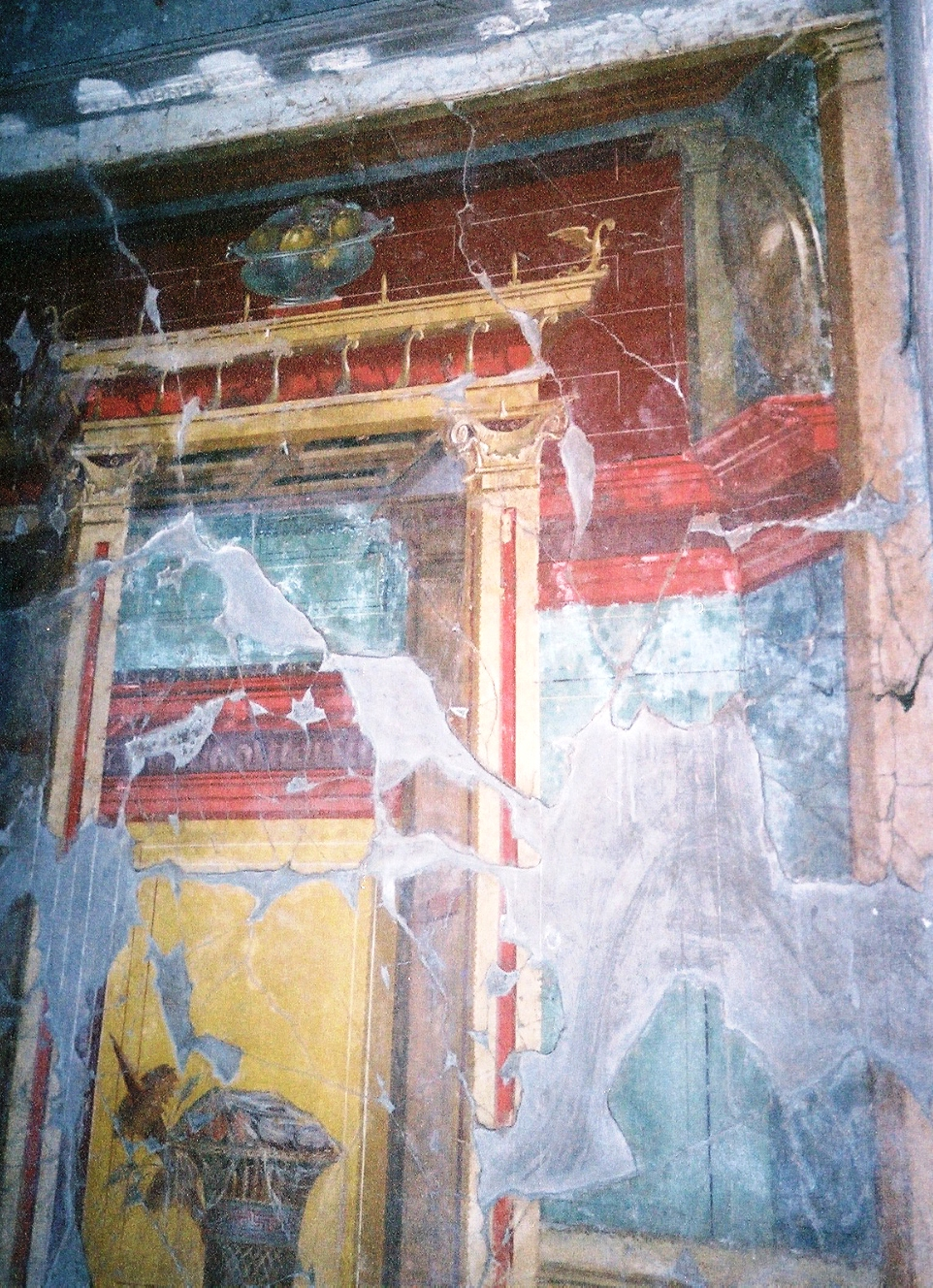
Affreschi dalla villa di Poppea ad Oplontis: in alto, coppa di vetro con frutta; in basso, cesto di frutta coperto da un velo.